# Xisco Muñoz
Francisco Javier Muñoz Llompart (Manacor, 5 de septiembre de 1980), más conocido como Xisco Muñoz, es un exfutbolista y entrenador español. Actualmente dirige al Johor Darul Takzim.
Jugó 194 partidos y marcó 20 goles en nueve temporadas en La Liga, estuvo cuatro años en el Betis, también representó al Valencia, Tenerife, Recreativo y Levante y ganó la Copa de la UEFA de 2004 con el Valencia. A partir de 2011, jugó cuatro temporadas en Georgia con el Dinamo Tbilisi.
En 2019, Xisco se reincorporó al Dinamo Tbilisi como parte del equipo técnico y en 2020 se convirtió en el entrenador del club. En diciembre de 2020 fue designado en Watford, logrando el ascenso a la Premier League en su primera temporada.

## Trayectoria

### Como jugador
Es un jugador formado en la cantera del Valencia CF con gran experiencia en el fútbol español y georgiano. El futbolista formaría parte de las plantillas de R.C. Recreativo de Huelva, C.D. Tenerife, Real Betis Balompié y Levante U. D..
Entre sus títulos más destacados, el balear obtuvo el campeonato de Liga y la Copa de la UEFA con el Valencia CF en la temporada 2003-04.
El balear durante su etapa como futbolista jugó en el Dinamo Tbilisi durante tres temporadas y media en las que marcó 77 goles, repartió 33 asistencias y conquistó dos títulos. Fue el capitán del equipo, con el que se convirtió dos veces en campeón de la Liga Georgiana, ganó en dos ocasiones la Copa de Georgia y fue reconocido jugador del año en la temporada 2013-14.
Al regreso de Georgia, jugaría durante una temporada en las filas del Gimnàstic de Tarragona en las que colgaría las botas.

### Como entrenador
Tras retirarse como futbolista en 2016, se incorporó al cuerpo técnico de Vicente Moreno en el Club Gimnàstic de Tarragona.
En enero de 2019 regresa al Dinamo Tiflis, dirigido por Zaur Svanadze, para incorporarse al cuerpo técnico del conjunto georgiano. Más tarde, hizo su debut como entrenador del Dinamo Tbilisi junto al también español Félix Vicente Miranda y protagonizó en Georgia un gran debut conquistando en noviembre de 2019 su tercera liga georgiana, la primera como entrenador desde que colgó las botas en 2016. y llevando al club georgiano a conquistar el título de la Erovnuli Liga (Primera División de Georgia) tras tres temporadas en blanco.
En enero de 2020, Xisco y el Dinamo Tbilisi no llegaron a un acuerdo para mantener unidos sus caminos y el club georgiano le dio las riendas del equipo a Kaja Chjetiani, quien dimitió tras caer eliminado de la fase previa de la Champions League frente al Tirana de Albania.
El 31 de agosto de 2020, regresa como entrenador del Dinamo Tbilisi, junto al preparador físico Jordi Abella y el asistente Roberto Cuesta.
El 19 de diciembre de 2020 abandona el Dinamo Tbilisi tras proclamarse campeón de Liga y firma por el Watford FC de la Championship. Logra ascender a Watford a la Premier League. Pero es despedido a principios de octubre de 2021 por desavenencias con los dueños.
El 27 de octubre de 2021, se convierte en entrenador de la SD Huesca de la Segunda División de España, para sustituir al destituido Ignacio Ambriz. Mantuvo su cargo hasta finales de temporada y decidió marcharse, ya que no renovaría para la temporada 2022-23.
El 3 de octubre de 2022, ficha por el Anorthosis Famagusta de la Primera División de Chipre. Tres meses después, tras una serie de cinco partidos sin ganar, fue reemplazado por Vesko Mihajlović.
El 4 de julio de 2023, fue nombrado entrenador del Sheffield Wednesday.Tras una derrota ante West Bromwich Albion el 3 de octubre, llevó al club inglés a su peor comienzo de temporada con sólo dos puntos en los primeros diez partidos. Un día después, fue despedido de su cargo.
En noviembre de 2023, fue anunciado como entrenador del DAC Dunajska Streda.Un año más tarde, fue relevado de sus funciones por decisión de la directiva del club.
El 6 de junio de 2025, asumió al frente del Johor Darul Takzim.

## Clubes

### Como jugador
| Club                    | País    | Año       | PJ (Goles) |
| ----------------------- | ------- | --------- | ---------- |
| Valencia C. F. Mestalla | España  | 1999-2000 | 37 (15)    |
| Recreativo de Huelva    | España  | 2000-2001 | 40 (10)    |
| C.D. Tenerife           | España  | 2001-2002 | 29 (1)     |
| Recreativo de Huelva    | España  | 2002-2003 | 35 (6)     |
| Valencia C. F.          | España  | 2003-2005 | 60 (6)     |
| Real Betis              | España  | 2005-2008 | 85 (9)     |
| Levante U. D.           | España  | 2009-2011 | 54 (9)     |
| Dinamo Tbilisi          | Georgia | 2011-2014 | 79 (50)    |
| Gimnàstic de Tarragona  | España  | 2015-2016 | 10 (0)     |

### Como entrenador
| Club                                        | País       | Año           |
| ------------------------------------------- | ---------- | ------------- |
| Gimnàstic de Tarragona (Segundo entrenador) | España     | 2016-2017     |
| C.F. Pobla de Mafumet (Entrenador interino) | España     | 2017          |
| Gimnàstic de Tarragona (Segundo entrenador) | España     | 2018          |
| Dinamo Tbilisi (Segundo entrenador)         | Georgia    | 2019          |
| Dinamo Tbilisi                              | Georgia    | 2020          |
| Watford                                     | Inglaterra | 2020-2021     |
| S.D. Huesca                                 | España     | 2021-2022     |
| Anorthosis Famagusta                        | Chipre     | 2022-2023     |
| Sheffield Wednesday                         | Inglaterra | 2023          |
| DAC Dunajska Streda                         | Eslovaquia | 2023-2024     |
| Johor Darul Takzim                          | Malasia    | 2025-presente |

## Estadísticas como entrenador
| Club                 | País       | Año           | PJ  | PG | PE | PP | Efectividad |
| -------------------- | ---------- | ------------- | --- | -- | -- | -- | ----------- |
| Dinamo Tbilisi       | Georgia    | 2020          | 11  | 8  | 0  | 3  | 72.73%      |
| Watford              | Inglaterra | 2020-2021     | 36  | 21 | 4  | 11 | 62.03%      |
| Huesca               | España     | 2021-2022     | 32  | 10 | 12 | 10 | 43.75%      |
| Anorthosis Famagusta | Chipre     | 2022-2023     | 13  | 4  | 2  | 7  | 35.9%       |
| Sheffield Wednesday  | Inglaterra | 2023          | 12  | 0  | 4  | 8  | 11.11%      |
| DAC Dunajska Streda  | Eslovaquia | 2023-2024     | 40  | 18 | 11 | 11 | 54.17%      |
| Johor Darul Takzim   | Malasia    | 2025-presente | 0   | 0  | 0  | 0  | 0%          |
| Total                | Total      | Total         | 144 | 61 | 33 | 50 | 50%         |

## Palmarés

### Campeonatos nacionales
| Título        | Club                | País    | Año  |
| ------------- | ------------------- | ------- | ---- |
| Liga española | Valencia C. F.      | España  | 2004 |
| Liga Georgia  | F.C. Dinamo Tbilisi | Georgia | 2012 |
| Liga Georgia  | F.C. Dinamo Tbilisi | Georgia | 2013 |

### Copas internacionales
| Título              | Equipo         | País   | Año  |
| ------------------- | -------------- | ------ | ---- |
| Copa de la UEFA     | Valencia C. F. | España | 2004 |
| Supercopa de Europa | Valencia C. F. | España | 2004 |

### Campeonatos nacionales
| Título       | Club                | País    | Año  |
| ------------ | ------------------- | ------- | ---- |
| Liga Georgia | F.C. Dinamo Tbilisi | Georgia | 2020 |